# باشگاه فوتبال شاهین اهواز
باشگاه فوتبال شاهین اهواز، یک باشگاه فوتبال ایرانی است که در سال ۱۳۲۶ توسط حسن فاخری تاسیس شد. مدیر این باشگاه عبدالحسین سالمی است.‏‫

تیم‌ فوتبال شاهین اهواز بعد از انحلال تیم بزرگسالان خود و فروش جواز حضور در لیگ کشور، در رده‌های پایه تیم‌داری می‌کرد و جوانان ‌زیادی را در مکتب خود پرورش داده و به باشگاه‌های دیگر معرفی کرده است.
بعد از انحلال تیم بزرگسالان عیدی کریمی رده‌های پایه را فعال نگه داشت.
از سال ۱۳۹۰ با دعوت عیدی کریمی، داریوش حسن‌زاده به عنوان سرمربی تیم شاهین اهواز اضافه گردید و سپس در سال ۱۳۹۶ به عنوان سرمربی بزرگسالان انتخاب شد.
در فروردین سال ۹۷ ازسوی مالک باشگاه عبدالحسین سالمی، محمد محمودی خواه به عنوان وکیل و مدیرعامل باشگاه شاهین‌ اهواز انتصاب گردید و در پیشرفت تیم‌های رده پایه و بزرگسالان تاثیر گذاشت.

## تاریخچه
باشگاه فوتبال شاهین اهواز در سال ۱۳۳۶ به پیشنهاد عباس اکرامی بنیانگذار باشگاه شاهین تهران توسط حسن فاخری در اهواز تأسیس شد. بعد از سفر حسن فاخری به تهران، افراد زیادی در تاریخ این باشگاه از جمله جبار امیر قلی‌زاده، عبدالجلیل خزامی پور، ابراهیم دشتی، سید محمد  شریعتی، علی ملک و عبدالحسین سالمی به عنوان مدیر این باشگاه انتخاب شدند.سرپرست تیم شاهین در دراز مدت ایرج حیدری بود که تاثیر بسزایی در عملکرد موفق تیم داشت . 
لیست سرمربیان تاریخ شاهین اهواز
جاسم اهل یرف
حسین الماسی
عبد دلفی
داود شعیباوی
عبدالمجید باقری نیا 
علی سلامات
کرامت برهمند
حسن سالمی
رضا پرگر
صادق سرخی
سعید سلاماتی

## افتخارات باشگاه
حضور در جام باشگاه‌های آسیا ۱۹۸۹
جام باشگاه های اهواز ۱۳۳۹ و ۱۳۴۱ و ۱۳۴۹ و ۱۳۵۲ و ۱۳۵۴ و ۱۳۶۵ و ۱۳۶۶
جام دوستی منطقه شرق آسیا و اقیانوسیه ۱۹۷۲
قهرمانی در جام حذفی ۱۳۶۷-۱۳۶۸ کسب دوگانه (قهرمان باشگاه‌های  اهواز ، جام حذفی ایران)
حضور در جام باشگاه‌های آسیا ۹۰–۱۹۸۹
جام حذفی استان خوزستان ۱۳۵۹
نایب قهرمان جام اتحادیه کشور ۱۳۷۹
نایب قهرمان لیگ دسته اول کشور ۱۳۷۸
لیگ دسته اول کشور ۱۳۸۷ 